# Хайдуков, Евгений Валерьевич
Хайдуков Евгений Валерьевич (род. 29 сентября 1984, Волгоград) — российский физик, специалист в области лазерной физики, медицинской физики и нанотехнологий, заведующий лабораторией лазерной биомедицины ИПЛИТ РАН (г. Троицк), ведущий научный сотрудник Троицкого обособленного подразделения ФИАН (г. Троицк), проректор по науке и инновациям РХТУ им. Д.И. Менделеева.

## Биография
В 2007 году с отличием окончил физический факультет Волгоградского государственного университета.
В 2010 году окончил аспирантуру ИПЛИТ РАН и защитил кандидатскую, а в 2021 году — докторскую диссертацию по специальностям 05.27.03 – Квантовая электроника и 03.01.02 — Биофизика.
С 2015 года заведующий лабораторией лазерной биомедицины ИПЛИТ РАН.
Несколько лет являлся приглашённым ученым в Институте квантовой оптики Университета Лейбница г. Ганновер (Германия).
С 2024 года —проректор РХТУ им. Д.И. Менделеева.

## Научная деятельность
Наиболее значимым научным вкладом являются фундаментальные исследования кристаллических наноматериалов с антистоксовой фотолюминесценцией . Разработанные им подходы к созданию и применению антистоксовых люминофоров открывают новые перспективы в области биомедицинской визуализации и терапии. В частности, предложенные методы обеспечивают более глубокое проникновение света в ткани, и минимизирует повреждение здоровых клеток, при проведении диагностики и терапии опухолей.
Совместно с Б.Н. Чичковым (Университета Лейбница, г. Ганновер)  были выполнены пионерские работы в области инициирования реакций фотополимеризации светом ближнего ИК-диапазона спектра, что стало основополагающим для разработки ряда решений в области цифровых аддитивных технологий . Использование ближнего ИК-излучения для инициирования реакции полимеризации обеспечило возможность создания материалов с улучшенными механическими свойствами и биосовместимостью . Новая технология позволяет печатать имплантаты и другие медицинские устройства непосредственно в тканях живого организма.
Е.В. Хайдуковым разработаны и созданы сверхчувствительные оптические системы визуализации, способные регистрировать фотолюминесцентные нанокомплексы как на уровне одиночных клеток, так и целого организма .
Были разработаны и введены в обиход новые двумерные наноматериалы на основе рубина, как перспективная платформа для квантовых и оптических сенсорных технологий . Новый материал, по аналогии с графеном, получил название рубиен.
Значимая часть исследований посвящена изучению механизмов фотоактивации рибофлавина (Витамина B2) и наработки активных форм кислорода. Благодаря его инициативе были проведены клинические испытания адъювантной терапии при лечении пациентов с COVID-19 . Его исследования позволили применить метод ФДТ в реальной клинической практике для борьбы с антибиотикорезистентными инфекциями, повышая его эффективность и снижая риск развития побочных эффектов.
Е.В. Хайдуков является автором более 200 печатных работ.

## Награды и почётные звания
Лауреат Премии Президента РФ в области науки и инноваций для молодых учёных в 2020 г..
Стипендиат фонда Александра фон Гумбольдта (2022 год).
Премия «Человек науки 2024» в номинации за вклад в развитие наукограда Троицк (2025 год).